# ニシュオマナイ岳
ニシュオマナイ岳（ニシュオマナイだけ）は、北海道の浦河郡浦河町と広尾郡大樹町の2町にまたがる標高1,493mの山である。

## 概要
日高山脈の中央部、神威岳と中ノ岳のほぼ中間に位置している。
国土地理院が発行する地形図には山名が記載されていないが、一部の登山愛好家の間では知られた山である。
山名はニシュオマナイ川から来ており、アイヌ語が由来とされるが諸説ある。『浦河町史』ではアイヌ語で「ニシューオマナイ（臼沢）」が語源であるとし、五葉松が多いことから木材を活かして臼を作っていたとされる。

## 登山
登山道はなく上級者向けの山である。
主なルートとしては、元浦川林道から神威山荘へ行き、そこから登山する。しばらくは神威岳と同じ登山道を歩くが、出合で登山道から外れてシュオマナイ五号川沿いを登って標高1372m峰付近で主稜線に出る。そこから稜線を辿れば山頂へ至る。1372m峰は中ノ岳と距離が近いため、中ノ岳も一緒に登られることもある。下山路は西側の尾根が使われることが多い。道中は沢登りや藪漕ぎなどを強いられる。